# WrestleMania XIV
WrestleMania XIV foi o décimo quarto evento de luta livre profissional WrestleMania produzido pela World Wrestling Federation (WWF) e transmitido em formato pay-per-view, que aconteceu em 29 de março de 1998 no FleetCenter em Boston, Massachusetts.
Este pay-per-view é notável pelo envolvimento do boxeador Mike Tyson, que foi o enforcer durante o evento principal. Naquela luta, Stone Cold Steve Austin conquistou o seu primeiro WWF Championship depois de derrotar Shawn Michaels (que atuou apesar de uma lesão grave e não competiria novamente até o SummerSlam 2002. Este evento foi citado como o início da Attitude Era.

## Resultados
| Nº                                          | Resultados | Estipulações                                                       | Tempo |
| ------------------------------------------- | --- | ------------------------------------------------------------------ | ----- |
| 1                                           | L.O.D. 2000 (Hawk e Animal) (com Sunny) venceram ao eliminar por último The New Midnight Express (Bombastic Bob e Bodacious Bart) (com Jim Cornette) | Battle Royal de 15 duplas                                          | 8:19  |
| 2                                           | Taka Michinoku (c) derrotou Aguila | Luta individual pelo WWF Light Heavyweight Championship            | 5:57  |
| 3                                           | Triple H (c) (com Chyna) derrotou Owen Hart | Luta individual pelo WWF European Championship                     | 11:29 |
| 4                                           | Marc Mero e Sable derrotaram The Artist Formerly Known as Goldust e Luna                                                                             | Luta de duplas mistas                                              | 9:11  |
| 5                                           | The Rock (c) (com Kama Mustafa, Mark Henry e D'Lo Brown) derrotou Ken Shamrock por desqualificação                                                   | Luta individual pelo WWF Intercontinental Championship             | 4:49  |
| 6                                           | Cactus Jack e Chainsaw Charlie derrotaram The New Age Outlaws (c) (Billy Gunn e Road Dogg)                                                           | Luta Dumpster pelo WWF Tag Team Championship                       | 10:01 |
| 7                                           | The Undertaker derrotou Kane (com Paul Bearer) | Luta individual                                                    | 16:58 |
| 8                                           | Stone Cold Steve Austin derrotou Shawn Michaels (c) (com Triple H e Chyna)                                                                           | Luta individual pelo WWF Championship com Mike Tyson como enforcer | 20:02 |
| (c) – Refere-se aos campeões antes da luta. | |                                                                    |       |

### Battle royal
| Eliminação | Lutador            | Parceiro/Equipe                         | Eliminado por            |
| ---------- | ------------------ | --------------------------------------- | ------------------------ |
| 1          | Savio Vega         | Miguel Pérez, Jr./Los Boricuas          | Chainz                   |
| 2          | Sniper             | Recon/The Truth Commission              | Kurrgan                  |
| 3          | Flash Funk         | Steve Blackman/Funk e Blackman          | Animal                   |
| 4          | Chainz             | Bradshaw/Chainz and Bradshaw            | Barry Windham            |
| 5          | D'Lo Brown         | Mark Henry/The Nation of Domination     | 8-Ball                   |
| 6          | Pierre Ouellet     | Jacques Rougeau/The Quebecers           | Mosh                     |
| 7          | Kama Mustafa       | Faarooq/The Nation of Domination        | Animal                   |
| 8          | Jose Estrada Jr.   | Jesús Castillo Jr./Los Boricuas         | Hawk                     |
| 9          | Ricky Morton       | Robert Gibson/The Rock 'n' Roll Express | H. Godwinn               |
| 10         | Thrasher           | Mosh/The Headbangers                    | Bob                      |
| 11         | Scott Taylor       | Brian Christopher/Too Much              | Bart                     |
| 12         | 8-Ball             | Skull/The Disciples of Apocalypse       | H. Godwinn               |
| 13         | Phineas I. Godwinn | Henry O. Godwinn/The Godwinns           | Skull                    |
| 14         | Bodacious Bart     | Bombtastic Bob/The New Midnight Express | Hawk                     |
| Vencedores | Vencedores         | Hawk e Animal (LOD 2000)                | Hawk e Animal (LOD 2000) |

## Outros
| Comentadores - Jerry "The King" Lawler - Jim Ross | Anunciador de ringue - Howard Finkel |